# Ronny Vanmarcke

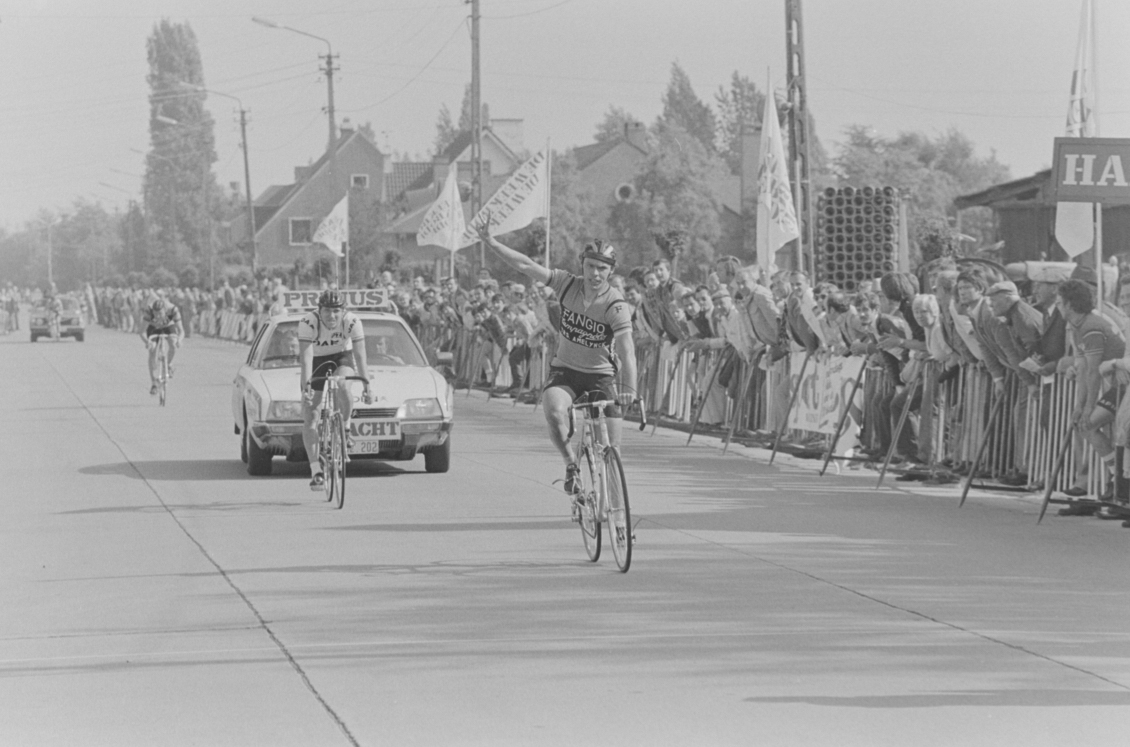
von links nach rechts: Ronny Vanmarcke, Dirk Heirweg, Dirk Baert

Ronny Vanmarcke (* 2. Oktober 1947 in Lendelede) ist ein ehemaliger belgischer Radrennfahrer und nationaler Meister im Radsport.

## Sportliche Laufbahn
Vanmarcke (auch Van Marcke) war im Straßenradsport und im Bahnradsport aktiv. 1968 war er Teilnehmer der Olympischen Sommerspiele in Mexiko-Stadt. Er bestritt mit dem Vierer Belgiens die Mannschaftsverfolgung, sein Team belegte mit Ernest Bens, Ronny Vanmarcke, Willy De Bosscher und Paul Crapez den 5. Platz.
1967 gewann er eine Etappe der Limburg-Rundfahrt, 1970 im Circuit franco-belge. Die nationale Meisterschaft im Mannschaftszeitfahren gewann er 1967 mit Jean-Pierre Monseré, Rudy Serruys und Arnold Vanwynsberghe. 1968 konnte er den Titel mit Christian Callens, Jean-Pierre Monseré und Rudy Serruys verteidigen.
1970 wurde er Berufsfahrer im Radsportteam Flandria-Mars und blieb bis 1984 aktiv. Siege als Radprofi holte er 1972 auf einer Etappe der Quatre Jours de Dunkerque sowie 1983 im Circuit du Houtland sowie in einigen Kriterien. Die Tour de France bestritt er dreimal. 1972 wurde er 62., 1974 88., 1973 schied er aus. In der Vuelta a España belegte er 1974 den 46. Platz, 1975 wurde er 50. der Gesamtwertung. 1976 und 1979 schied er aus.